# Guercœur
Guercœur è un'opera in tre atti del compositore francese Albéric Magnard su suo libretto. Fu eseguita per la prima volta postuma a Parigi all'Opéra Garnier il 24 aprile 1931, sebbene fosse stata per lo più scritta tra il 1897 e il 1901. Il compositore morì nel tentativo di salvare la sua casa dai tedeschi invasori all'inizio della prima guerra mondiale nel 1914 e la partitura fu parzialmente distrutta dal fuoco risultante. L'amico di Magnard, Guy Ropartz, ricostruì le sezioni mancanti in modo che l'opera potesse essere messa in scena. La musica mostra la forte influenza di Wagner.

## Ruoli
| Ruolo     | Tipo voce | Cast della prima Direttore: François Ruhlmann |
| --------- | --------- | --------------------------------------------- |
| Guercœur  | baritono  | Arthur Endrèze                                |
| Heurtal   | tenore    | Victor Forti                                  |
| Giselle   | soprano   | Marisa Ferrer                                 |
| La Verité | soprano   | Yvonne Gall                                   |

## Trama
Guercœur, il saggio sovrano di una città-stato medievale, è morto in battaglia per difendere il suo popolo. In cielo chiede di poter tornare sulla terra per salvare la sua città. Il suo desiderio viene esaudito, ma trova che il suo migliore amico, Heurtal, è diventato l'amante della sua vedova, Giselle, e sta pianificando di governare come despota dopo averla sposata. Scioccato, Guercœur tenta di convincere le persone a rifiutare la corruzione, ma esse si arrabbiano sempre più con lui ed alla fine viene assassinato. Disilluso dall'umanità, ritorna in cielo, dove viene accolto dalla Dea della Verità. Lei gli assicura che, nonostante le debolezze umane, ci aspetta una grande era dell'umanità.

## Incisioni
- Guercœur José van Dam, Hildegard Behrens, Gary Lakes, Nadine Denize, Orfeón Donostiarra, Toulouse Capitole Orchestra, diretta da Michel Plasson (EMI)